# Relaciones México-Santa Sede
Las relaciones México–Santa Sede hacen referencia a las relaciones diplomáticos entre México y la Santa Sede. El catolicismo fue introducido en México en 1519 por España. Hoy en día, la mayoría de los mexicanos practican la fe católica. Desde la adopción de la Constitución mexicana actual en 1917, México es una nación secular.

## Historia

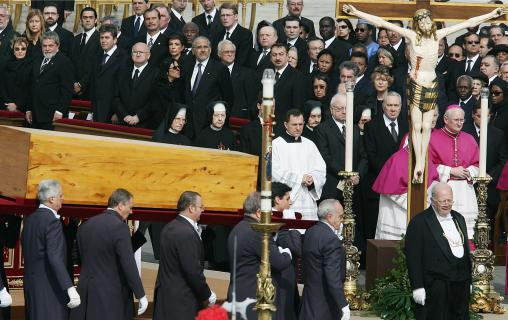
El presidente Vicente Fox asistiendo al funderal del Papa Juan Pablo II; abril de 2005.

En 1904, la Santa Sede asignó a un nuncio apostólico como representante residente en México. México y la Santa Sede rompieron relaciones diplomáticas después de que el presidente Benito Juárez confiscó propiedades eclesiásticas entre 1856 y 1861. El presidente Juárez disolvió las órdenes religiosas y ordenó la separación de la iglesia y el estado, creando México como un país laico. Algunos de los poderes de la Iglesia Católica fueron reinstalados por el presidente Porfirio Díaz.
En 1926, después de varios años de la Revolución mexicana e inseguridad, el presidente Plutarco Elías Calles, líder del gobernante Partido Revolucionario Institucional, promulgó la Ley Calles, que erradicó todos los bienes personales de las iglesias, cerró iglesias que no estaban registradas en el estado y prohibió a los clérigos ocupar un cargo público. La ley era impopular, y varios manifestantes de las zonas rurales lucharon contra las tropas federales en lo que se conoció como la Guerra Cristera. Después del final de la guerra en 1929, el presidente Emilio Portes Gil confirmó una tregua anterior donde la ley permanecería promulgada, pero no se haría cumplir, a cambio de que terminaran las hostilidades.
En 1974, el presidente mexicano Luis Echeverría Álvarez fue el primer jefe del estado mexicano en visitar la Santa Sede. En 1979, el papa Juan Pablo II fue el primer papa en visitar México. En 1992, después de más de 130 años, el gobierno mexicano restableció las relaciones diplomáticas de manera formal con la Santa Sede y restauró los derechos civiles a la Iglesia Católica en México. Ese mismo año se establecieron misiones diplomáticas residentes.
En 2016, el papa Francisco visitó México. Durante su visita en México, con respecto al muro fronterizo Estados Unidos-México que divide los Estados Unidos y México, el papa Francisco dijo a la prensa que "Una persona que piensa en construir muros no es un cristiano"; en referencia a los dichos por el presidente estadounidense Donald Trump.
Cada año, México dona dos belenes y adornos navideños al Vaticano como parte de un evento cultural conocido como “Navidad mexicana en El Vaticano” y “Manos del mundo en el Vaticano”.

## Visitas de alto nivel

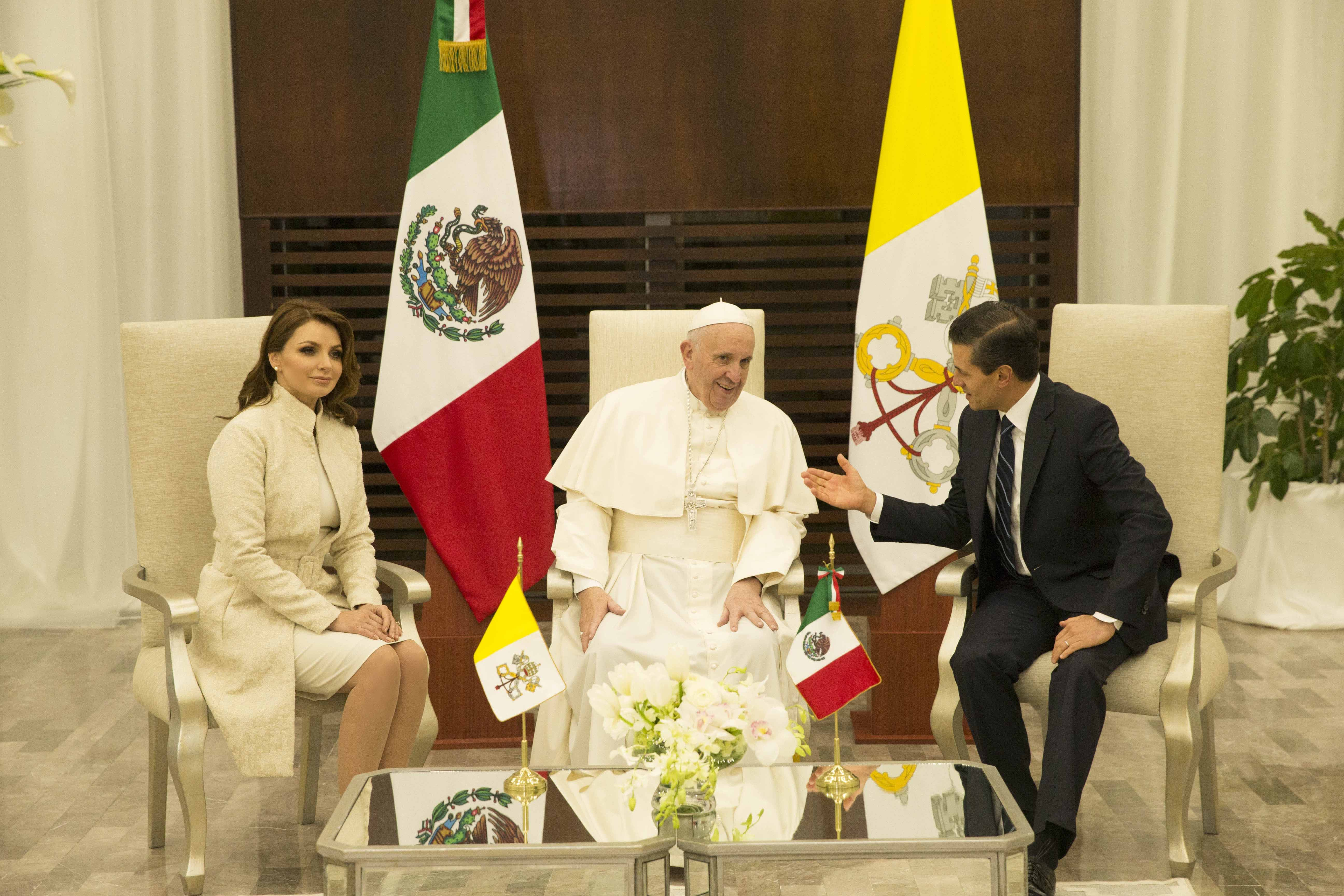
El papa Francisco y el presidente Enrique Peña Nieto; Ciudad de México; 2016.

Visitas presidenciales de México a la Santa Sede
- Presidente Luis Echeverría Álvarez (1974)
- Presidente Carlos Salinas de Gortari (1991)
- Presidente Ernesto Zedillo (1996)
- Presidente Vicente Fox (2001, 2005)
- Presidente Felipe Calderón Hinojosa (2007, 2011)
- Presidente Enrique Peña Nieto (2013, 2014)

Visitas papales de la Santa Sede a México
- Papa Juan Pablo II (1979, 1990, 1993, 1999, 2002)
- Papa Benedicto XVI (2012)
- Papa Francisco (2016)

## Misiones diplomáticas residentes
- México tiene una embajada para la Santa Sede en Roma[11]
- Santa Sede tiene un nunciatura apostólica en la Ciudad de México.

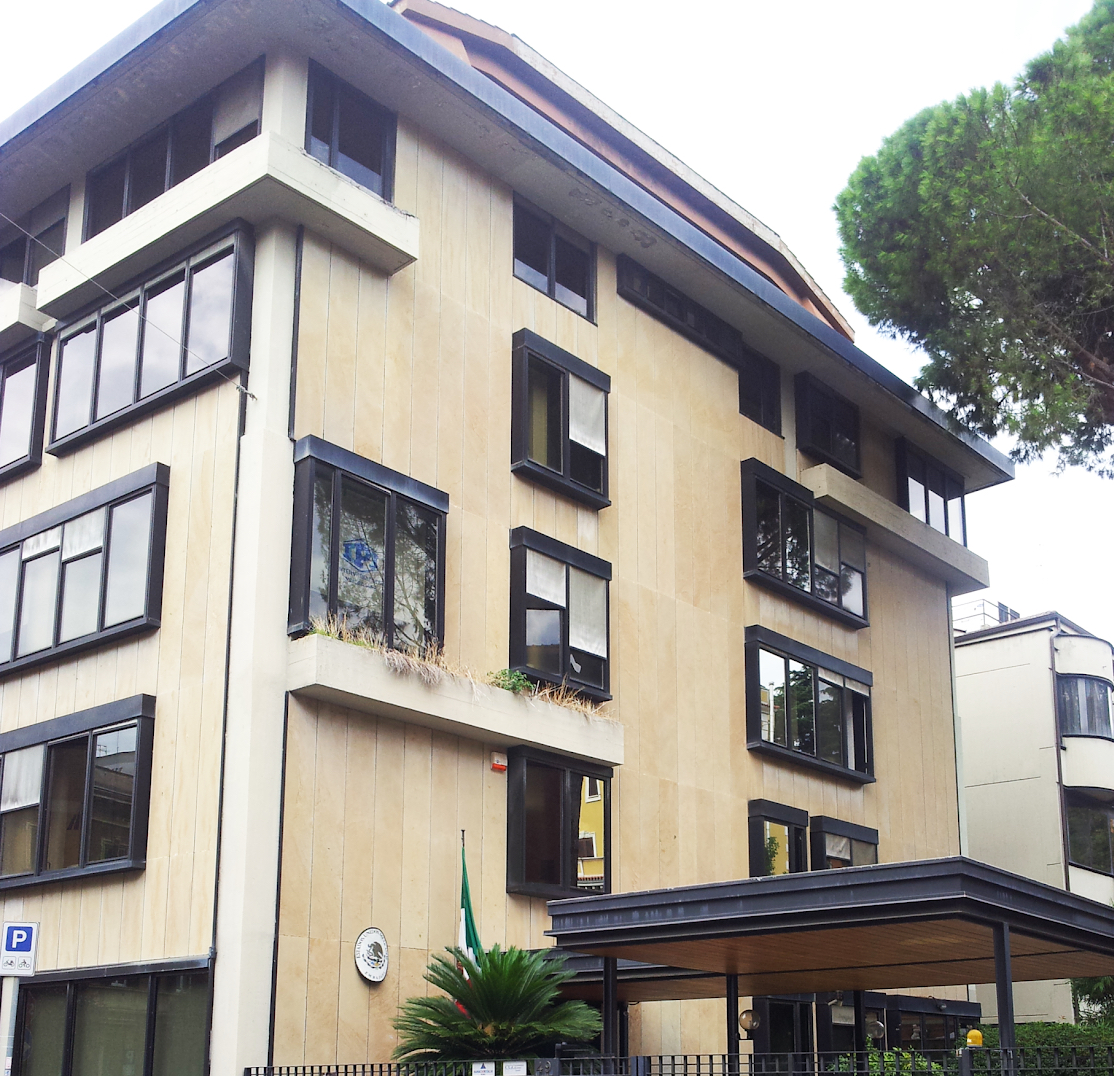
Embajada de México ante la Santa Sede en Roma
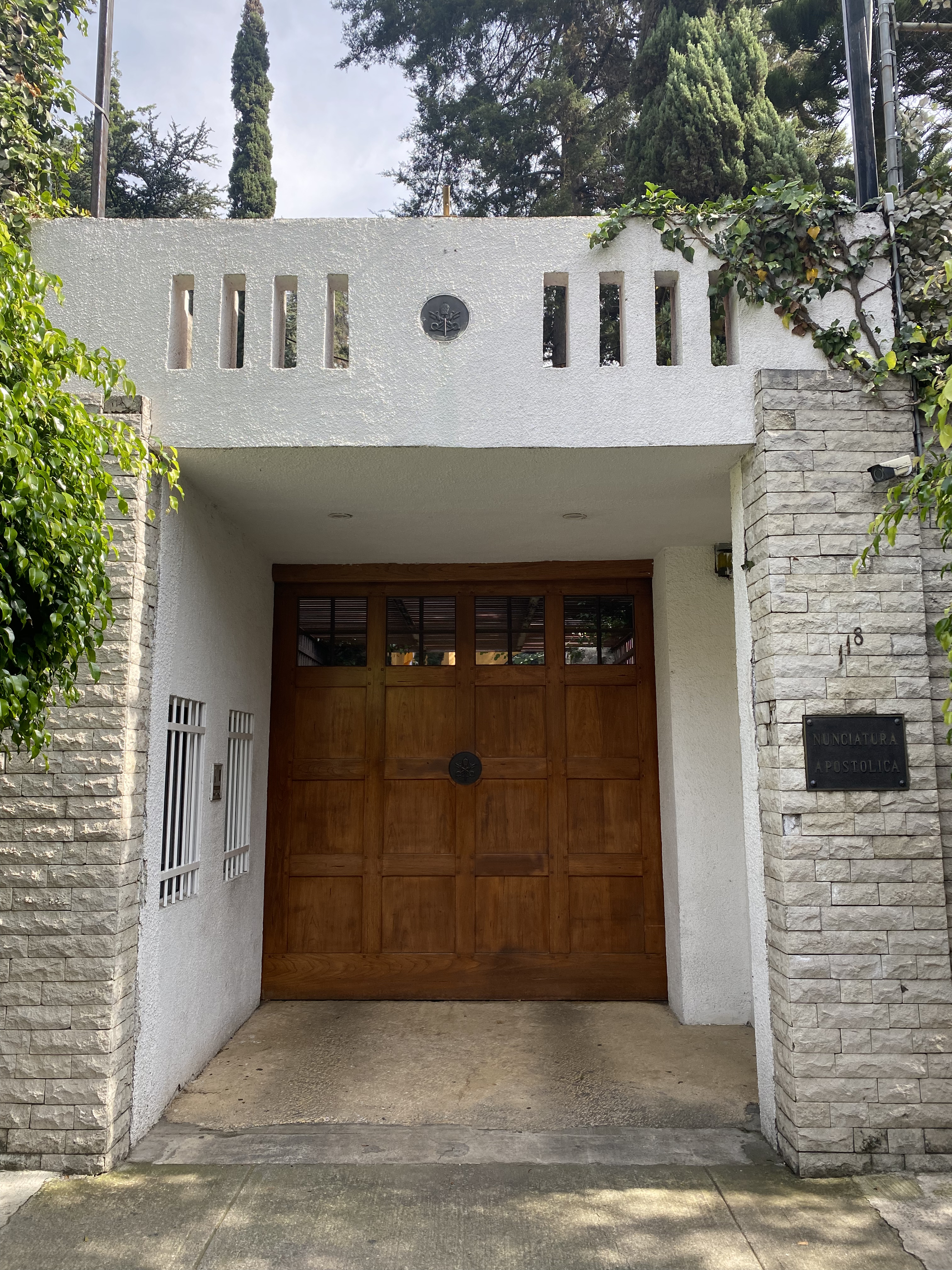
Nunciatura Apostólica de la Santa Sede en la Ciudad de México